# Liste der Premierminister von Aruba

Flagge Arubas

Die Liste der Premierminister von Aruba listet alle Premierminister der zum Königreich der Niederlande gehörenden Insel Aruba. Der Premierminister bildet gemeinsam mit den Ministern die Exekutive Arubas. Er und sein Stellvertreter werden alle vier Jahre vom Parlament (Staten van Aruba) gewählt.
Erster Premierminister war nach Inkrafttreten der Verfassung von 1986 Henny Eman. 
| Name               | Lebensdaten | Partei                               | Amtszeit                            |
| ------------------ | ----------- | ------------------------------------ | ----------------------------------- |
| Henny Eman         | * 1948      | AVP (Arubaanse Volkspartij)          | 1. Januar 1986– 9. Februar 1989     |
| Nelson O. Oduber   | * 1947      | MEP (Movimiento Electoral di Pueblo) | 9. Februar 1989– 29. Juli 1994      |
| Henny Eman         | * 1948      | AVP                                  | 29. Juli 1994– 30. Oktober 2001     |
| Nelson O. Oduber   | * 1947      | MEP                                  | 30. Oktober 2001– 30. Oktober 2009  |
| Mike Eman          | * 1961      | AVP                                  | 30. Oktober 2009– 17. November 2017 |
| Evelyn Wever-Croes | * 1966      | MEP                                  | seit 17. November 2017              |